# ویلره
ویلرِه (به فرانسوی: Villeret) یک کمون در فرانسه است که در پیکاردی واقع شده‌است.

## خصوصیات
ویلره ۳٫۹۵ کیلومترمربع مساحت و ۳۱۴ نفر جمعیت دارد و ۱۳۸ متر بالاتر از سطح دریا واقع شده‌است.